# Nándor Gottermayer
Pour les articles homonymes, voir Hedberg.
Nándor Gottermayer (Pest, 14 février 1852 – Parádfürdő (hu), 21 juin 1924) est un relieur hongrois.

## Biographie
Nándor Gottermayer est d'origine allemande, l'une des figures les plus significatives de la reliure en Hongrie de la fin du XIXe siècle et du début du XXe siècle. Il fonde son atelier en 1879, qu'il dirige seul les premières années, puis avec József Halfer. À partir de 1883, il se développe en une grande entreprise de renommée internationale grâce à des couvertures de qualité et artistiques. De nombreuses publications représentatives de l'époque ont été reliées dans son atelier. Il a reçu les prix les plus prestigieux pour son travail. Son usine, qui existe depuis cinquante ans, a été la première en Hongrie à s'occuper de la reliure à grande échelle, employant 220 personnes dans ses années les plus prospères.
Nándor Gottermayer est le fils de Nándor Gottermayer Sr., immigré de Bavière dans la première moitié du XIXe siècle, et de Paulina  Mikl.

## Collections
- Bibliothèque nationale de France
- Bibliothèque du Congrès

## Décoration
- Ordre national de la Légion d'honneur
- Ordre de François-Joseph

## Galerie

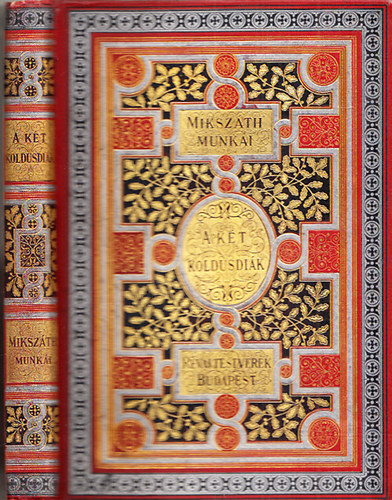
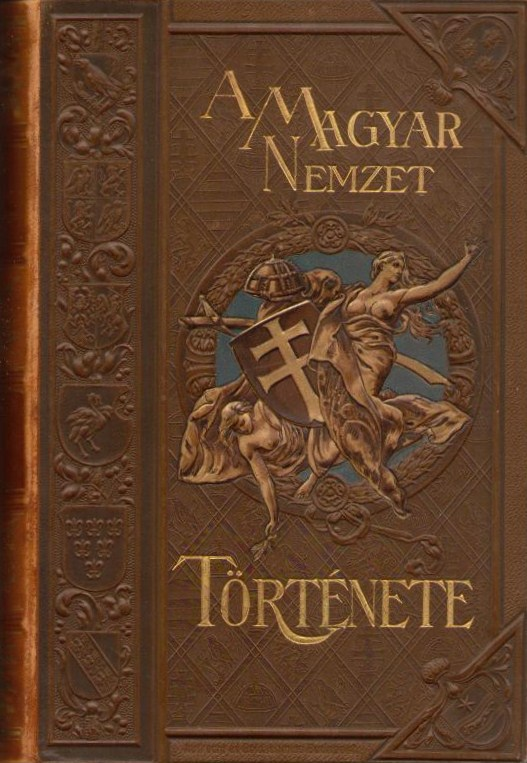
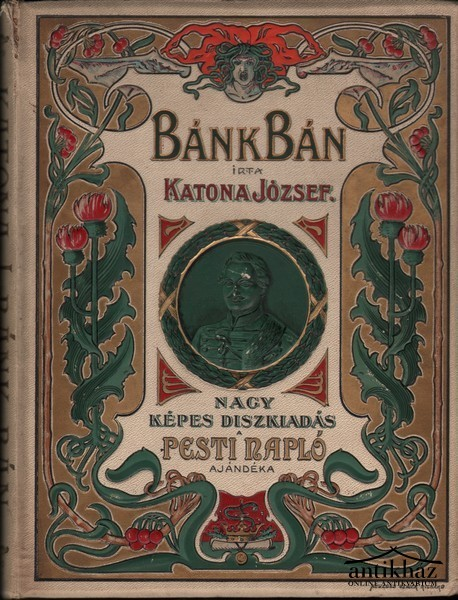
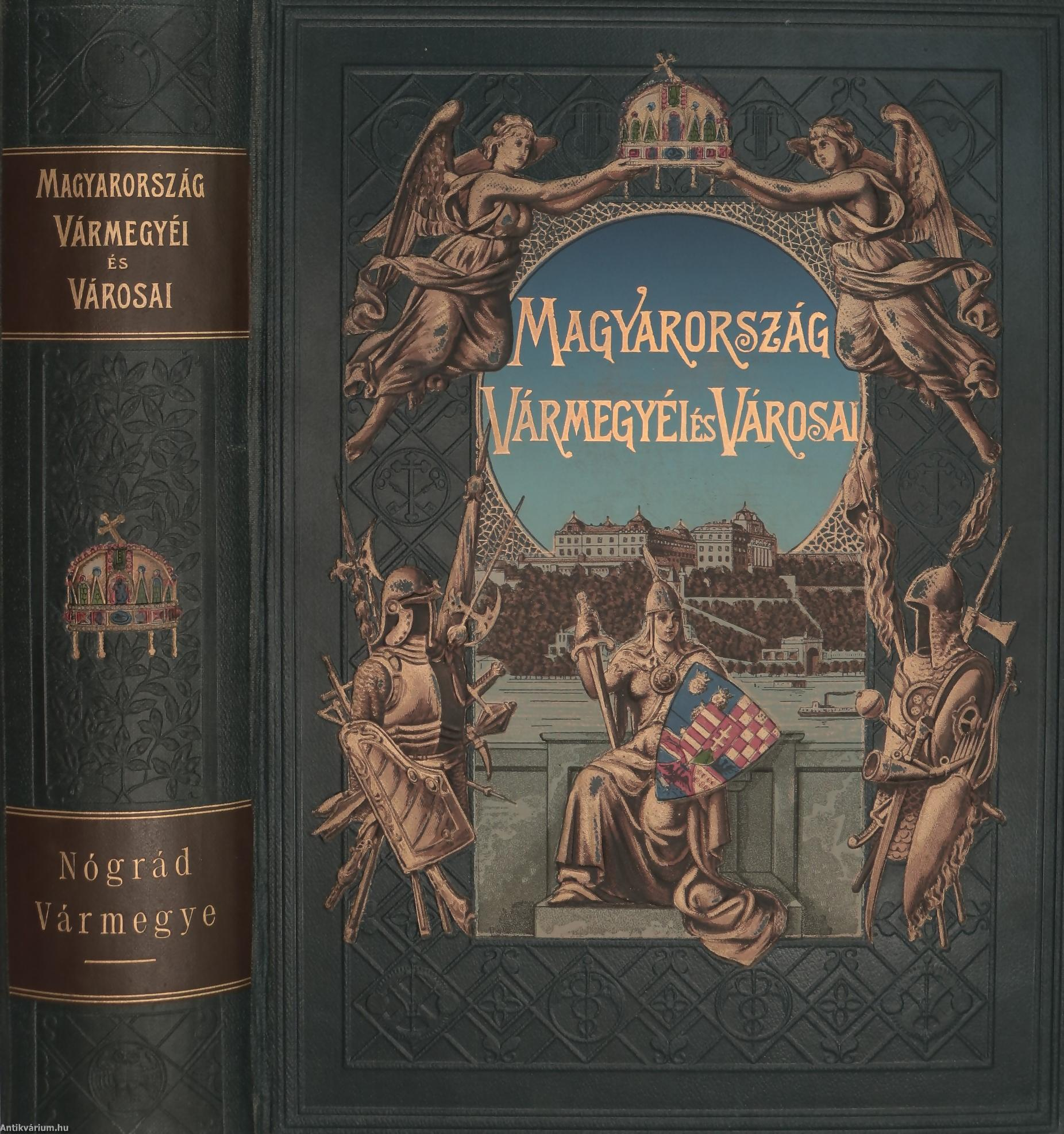